# Подгрмечки партизански одред
Подгрмечки народноослободилачки партизански (НОП) одред  је био партизанска јединица у саставу Народноослободилачке војске и партизанских одреда Југославије током Другог светског рата у Босни и Херцеговини.

## Историјат
Формиран је 7. маја 1943. у Подгрмечу од људства заштитница команди места Подгрмечког војног подручја и опорављених рањеника и болесника крајишких бригада. Био је у саставу 4. дивизије до 12. јула 1943, затим у саставу Грмечке оперативне групе до 8. септембар 1943, па под непосредном командом 2. босанског корпуса (касније 5. корпуса НОВЈ) и, крајем 1943, поновно у саставу 4. дивизије. Од септембра 1944. у саставу је 39. дивизије. У почетку је имао три чете, а касније две, па три батаљона; бројно стање с интендантуром, техничком четом и заштитницом кретало се од 300 до 500, повремено и до 800 бораца. У другој половини септембра 1943. из Одреда је издвојен део бораца за тада формирани Сански НОП одред. Иако је територија Одреда мобилизацијски била знатно исцрпљена, његово се бројно стање повећавало, тако да је у више наврата попуњавао јединице 4. ударне и 1. пролетерске дивизије и са по неколико стотина бораца. Одред је успешно обезбеђивао слободну територију и, бројним заседама и диверзијама на комуникацијама у долинама Уне и Сане, ометао саобраћај, а учествовао и у борбама које су на његовој територији водиле оперативне јединице (у ослобођењу Санског Моста 21. октобра 1943, првој бањалучкој операцији 31. децембра 1943—1. јануара 1944, дрварској операцији 25. мај - 5. јун 1944, другој бањалучкој операцији 18—28. септембар 1944. и другим). Расформиран је 12. јула 1945.